# Abdallah Sima
Abdallah Dipo Sima (17 de junio de 2001), más conocido como Abdallah Sima, es un futbolista senegalés que juega de delantero en el Brighton & Hove Albion F. C. de la Premier League.

## Trayectoria
Sima comenzó su carrera deportiva en el Slavia Praga, con el que debutó el 26 de septiembre de 2020, en un partido de la Fortuna Liga frente al 1. F. C. 1. Slovácko.
Durante la temporada 2020-21 también hizo su debut en la Liga Europa de la UEFA, equipo con el que destacó en la fase de grupos y en los dieciseisavos de final, anotando un gol en la victoria por 0-2 del Slavia frente al Leicester City F. C.
El 31 de agosto de 2021 fue traspasado al Brighton & Hove Albion F. C. e inmediatamente cedido al Stoke City F. C. Las siguientes tres temporadas siguió cedido, primero en el Angers S. C. O., después en el Rangers F. C. y posteriormente en el Stade Brestois 29.

## Selección nacional
El 26 de marzo de 2021 debutó con la selección absoluta de Senegal en un encuentro de clasificación para la Copa Africana de Naciones de 2021 ante Congo que terminó en empate a cero.

## Clubes
| Club                         | País            | Año       |
| ---------------------------- | --------------- | --------- |
| Slavia Praga                 | República Checa | 2020-2021 |
| Brighton & Hove Albion F. C. | Inglaterra      | 2021-     |
| Stoke City F. C. (cedido)    | Inglaterra      | 2021-2022 |
| Angers S. C. O. (cedido)     | Francia         | 2022-2023 |
| Rangers F. C. (cedido)       | Escocia         | 2023-2024 |
| Stade Brestois 29 (cedido)   | Francia         | 2024-2025 |

## Palmarés

### Títulos nacionales
| Título                               | Club          | País            | Año  |
| ------------------------------------ | ------------- | --------------- | ---- |
| Liga de Fútbol de la República Checa | Slavia Praga  | República Checa | 2021 |
| Copa de la República Checa           | Slavia Praga  | República Checa | 2021 |
| Copa de la Liga de Escocia           | Rangers F. C. | Escocia         | 2024 |